# Eleições estaduais no Maranhão em 2010
As eleições estaduais no Maranhão em 2010 aconteceram no dia 3 de outubro, como parte das eleições gerais no Brasil. Na ocasião, os mais de quatro milhões de cidadãos maranhenses aptos a votar elegeram o Presidente da República, o Governador e dois Senadores, além de seus representantes na Câmara dos Deputados e na Assembleia Legislativa. Como nenhum dos candidatos à presidência e em alguns estados (que não foi o caso do Maranhão) obtiveram mais da metade do votos válidos, um segundo turno foi realizado no dia 31 de outubro. Na eleição presidencial o segundo turno foi entre Dilma Rousseff (PT) e José Serra (PSDB), com a vitória de Dilma.
Segundo a Constituição Federal, o Presidente e os Governadores são eleitos diretamente para um mandato de quatro anos, com um limite de dois mandatos. O Presidente Luiz Inácio Lula da Silva (PT) não pode ser reeleito, uma vez que se elegeu duas vezes, em 2002 e 2006. Ao contrário, a governadora Roseana Sarney, do Partido do Movimento Democrático Brasileiro (PMDB), que foi declarada vitoriosa no pleito passado pela Justiça, pôde concorrer à reeleição.
Os principais candidatos ao governo do Maranhão foram, além de já citada Roseana Sarney, o deputado federal Flávio Dino (PCdoB) e o ex-governador Jackson Lago (PDT), que foi eleito em 2006, mas perdeu o cargo na Justiça para Roseana Sarney.
Para um total de 4 320 748 eleitores, foram 2 914 707 votos válidos (67,46 %), 282 497 nulos (6,54 %), 87 896 em branco (2,03 %) e 1 035 648 abstenções (23,97 %).

## Campanha

### Insegurança jurídica
A eleição no Maranhão está marcada pela insegurança jurídica das candidaturas de ambos Roseana Sarney e Jackson Lago. A promulgação da Lei da Ficha Limpa, meses antes do pleito, colocou em cheque a candidatura deles, uma vez que a lei veta a candidatura de políticos condenados em tribunal colegiado. Roseana foi condenada em 20 mil reais por propaganda eleitoral antecipada, comparando obras de sua administração com a do ex-aliado José Reinaldo Tavares. Já Lago foi condenado no Tribunal Superior Eleitoral por abuso de poder econômico e compra de votos. Teve como pena a cassação do mandato de governador, o que deveria torná-lo inelegível por oito anos de acordo com a nova lei.
Apesar disso, eles tiveram o registro liberado pelo Tribunal Regional Eleitoral do Maranhão. O Ministério Publico Eleitoral (MPE) do estado pediu a impugnação da candidatura de Lago, enquanto o candidato a deputado estadual Aderson Lago (PSDB) pediu a impugnação da candidatura de Roseana. Em 1 de setembro, o ministro do TSE Hamilton Carvalhido arquivou o recurso que contestava a candidatura de Roseana. O recurso contra Lago ainda aguarda julgamento. Diante da insegurança jurídicas das outras camapanhas, Flávio Dino chegou a brincar que era "o único que não será cassado". Na última semana de campanha no rádio e na televisão, passou a utilizar o bordão "esse ninguém cassa" em suas propagandas, irritando a coordenação de campanha de Lago.
Além de Roseana ter sido condenada por propaganda eleitoral antecipada, a coligação de Flávio Dino entrou com duas representações no MPE contra a candidata por abuso de poder político e econômico. De acordo com o advogado da coligação, Carlos Eduardo Lula, há indícios de que Roseana teria contratado os serviços do publicitário Duda Mendonça antes mesmo do início do período eleitoral. Para Lula, "existem fatos que são suficientes, até mesmo, para a cassação do registro de candidatura de Roseana". A intenção da coligação de Dino é provocar uma investigação do MPE que suscite possível ação contra a liberação do registro de candidatura ou contra a expedição de diploma, caso Roseana seja eleita.

### Cassação do mandato de Jackson
Após sua eleição colocar um fim aos 40 anos de domínio de Sarney no estado, Lago foi acusado pela campanha da candidata adversária, já no final de 2007, de cometer irregularidades eleitorais como abuso de poder e compra de votos.
Em 2 de março de 2009, o TSE julgou ação movida pela coligação da candidata derrotada Roseana Sarney e decidiu, em votação apertada, anular os votos de Lago e de seu vice, Luís Carlos Porto, do PPS. Em razão disso, Roseana Sarney passou a ter mais da metade dos votos válidos (60%), fazendo com que o TSE então a declarasse eleita e determinasse que ela tomasse posse. Jackson e Porto continuaram em seus cargos até o fim do julgamento de recursos.
Em 16 de abril de 2009, o TSE confirmou a cassação do mandato de Lago e Porto e ordenou a diplomação da segunda colocada no pleito. Entretanto, Lago se recusou a abandonar o Palácio dos Leões, sede do governo. O movimento de resistência ao novo governo recebeu o nome de "balaiada" (em alusão à revolta que ocorreu no estado entre 1838 e 1841) e recebeu apoio do MST, da Via Campesina, do deputado federal Domingos Dutra (PT) e do deputado estadual Valdinar Barros, Olívio Dutra e Beth Carvalho. Após a saída do Palácio dos Leões, Jackson prometeu continuar sua vida política em discurso no diretório estadual do PDT.
A cassação de Jackson Lago rendeu um artigo do músico Zeca Baleiro na revista Istoé com duras críticas à família Sarney. Para o músico, nascido em São Luís no mesmo ano em que José Sarney tomou posse como governador, a medida foi tomada "por meio de manobras politicamente engenhosas e juridicamente questionáveis". Por outro lado, a cantora Alcione apoiou publicamente a volta de Roseana Sarney ao governo do estado.

### O apoio do PT
O Partido dos Trabalhadores (PT), havia decidido meses antes da eleição, através de votação interna, apoiar a candidatura de Flávio Dino ao governo do estado. O Diretório Nacional do partido, entretanto, obrigou a executiva estadual a desfazer a coligação com o PCdoB e apoiar Roseana Sarney, que havia sido líder do governo Lula no Senado Federal. Foi revelado na época, em reportagem publicada pela revista Veja, que emissários da família Sarney tentaram comprar os votos de delegados petistas para que estes apoiassem a coligação com o PMDB, por valores que variaram de R$ 20 mil a R$ 40 mil.
Após ter perdido o apoio do PT, Dino cogitou formar aliança com Lago, mas desistiu a partir da relutância do ex-governador em abrir mão da candidatura própria a favor da aliança com o PCdoB. Apesar de ter perdido o apoio do PT, Dino contou com o apoio de figuras célebres do governo em sua campanha, como o Ministro dos Esportes Orlando Silva, o ministro das Relações Institucionais Alexandre Padilha e o ministro da Justiça Luiz Paulo Barreto, além do líder do governo Lula na Câmara dos Deputados, Cândido Vaccarezza. Também é notória a participação da militância petista em sua campanha. Lideranças petistas pró-Dino garantiram a livre participação de membros do partido na campanha do candidato comunista como condição para encerrar uma greve de fome.
Dino disputa com Roseana na Justiça o uso da imagem da presidenciável Dilma Rousseff em sua campanha. Ao contrário de Roseana, a única imagem de apoio de Dilma que o candidato comunista conseguiu exibir em seu programa eleitoral na televisão é datada de 2008, quando a então ministra-chefe da Casa Civil havia participado de comício em apoio a Dino, à época candidato à Prefeitura de São Luís. O juiz do TRE Nelson Loureiro dos Santos acatou processo da coligação de Roseana e determinou que Dino retirasse o vídeo de sua propaganda eleitoral, sob risco de ser multado em 5 mil reais por descumprimento de decisão judicial. Os advogados da campanha de Dino anunciaram que iriam recorrer da decisão.

### Movimento "Fora Roseana Sarney"
Na última semana de agosto de 2010, ganhou força na internet um movimento intitulado "Fora Roseana Sarney". A campanha, que foi iniciada com a hashtag #ForaRoseanaSarney no Twitter, rendeu até jingle próprio, postado no YouTube. Cerca de 12 mil pessoas reproduziram a hashtag na rede de microblogs, incluindo o apresentador de televisão Marcelo Tas, que já havia gravado vídeo contra a reeleição da governadora. A hashtag chegaria ao terceiro lugar no ranking nacional de tópicos mais comentados.
A propaganda eleitoral de Roseana Sarney na televisão tratou o movimento como se fosse uma campanha negativa de usuários de outros estados contra o Maranhão. Em seu programa eleitoral, Dino criticou a reação da campanha de Roseana, dizendo que "culpar os internautas pela má imagem do estado é esconder a realidade".
Em 21 de setembro, cerca de 5 mil estudantes ligados ao Movimento participaram de passeata, – que foi da Praça da Bíblia até o Palácio dos Leões –, contra a candidatura de Roseana Sarney. Parte do protesto foi transmitido ao vivo via Twitter.

### Monitoramento pelas tropas federais
Tropas federais vão atuar em sete municípios maranhenses (Benedito Leite, Barreirinhas, Bacabal, Bom Lugar, Pastos Bons, São Mateus e Santa Luzia do Tide) durante as eleições. A maioria delas enfrentou problema durante as eleições municipais de 2008.
Em Bom Lugar, três pessoas morreram no dia das eleições durante um tiroteio por causa de uma confusão entre grupos opostos. Em São Mateus, os manifestantes se revoltaram com o resultado do pleito e destruíram os prédios da câmara e da prefeitura. O caso mais grave, entretanto, ocorreu em Benedito Leite, onde manifestantes atearam fogo nas urnas eletrônicas, em um carro da polícia e destruíram completamente o prédio do cartório eleitoral. O juiz da cidade teve que ser resgatado pelo Exército para não ser morto. Sem as urnas, não houve condições de fazer a apuração dos votos e as eleições foram canceladas. O TSE considerou este "o fato mais lamentável das eleições de 2008".

## Candidatos ao Governo de Estado e ao Senado com resultados

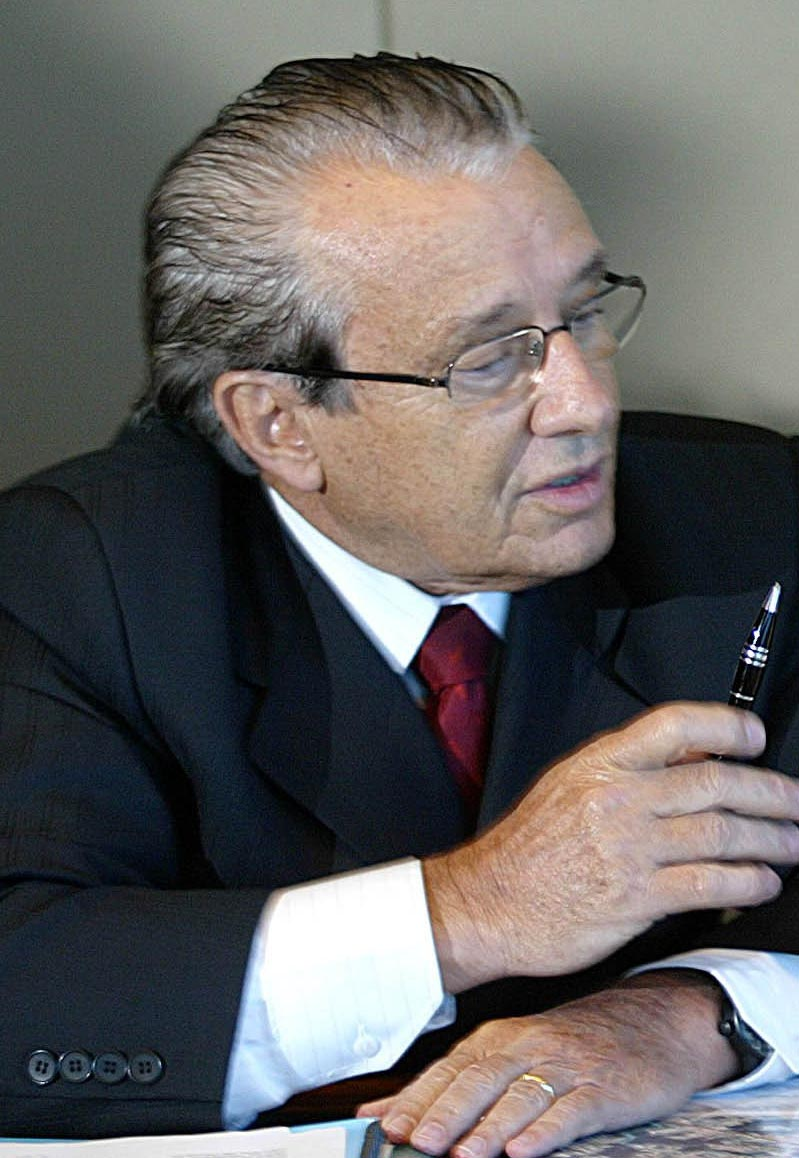
O candidato ao senado Zé Reinaldo do PSB não foi eleito

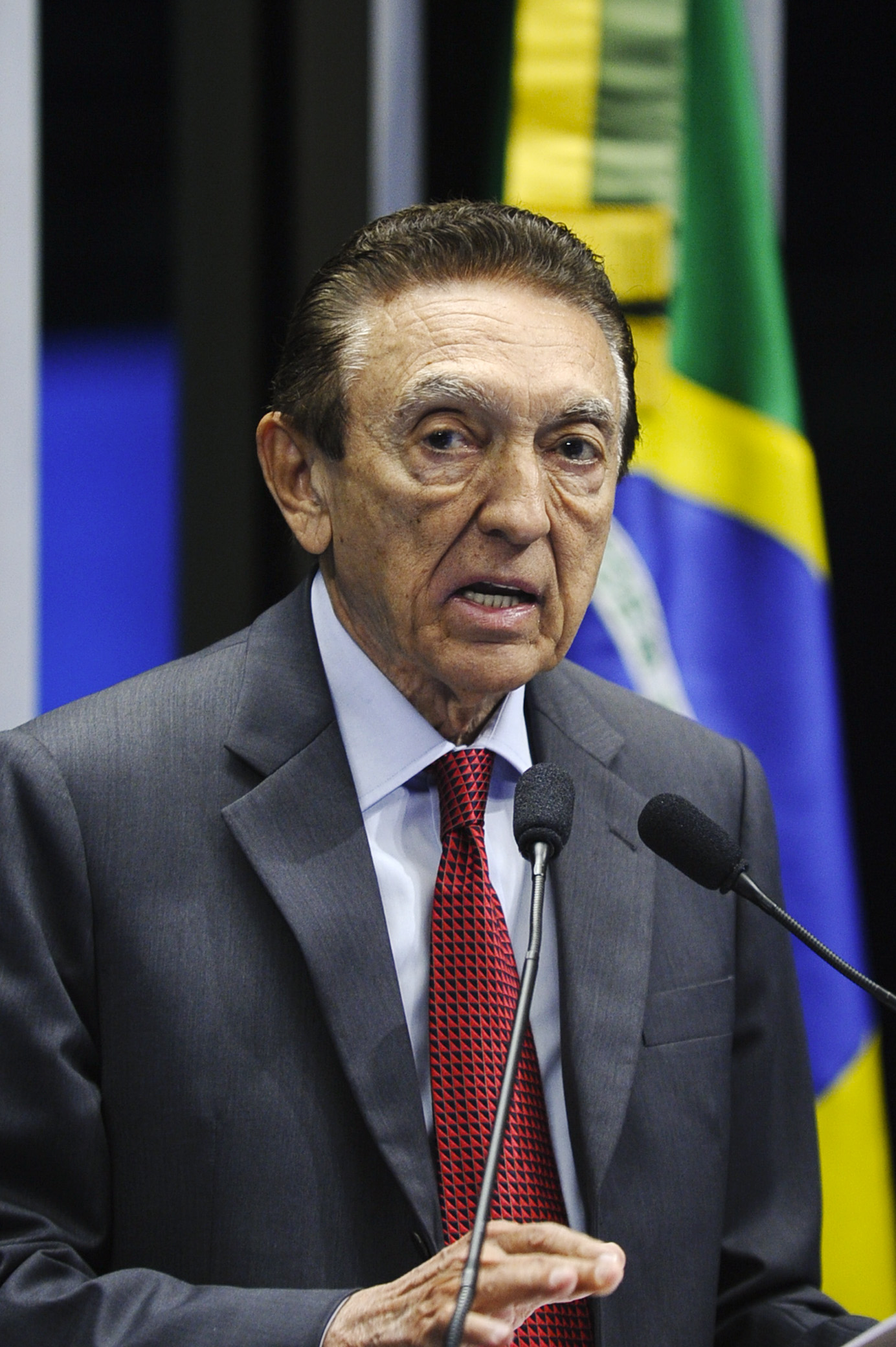
O candidato ao senado Edison Lobão do PMDB foi eleito juntamente com seu colega de chapa, João Alberto

| Coligação Muda Maranhão (PCdoB/PPS/PSB) | Coligação Muda Maranhão (PCdoB/PPS/PSB) | Coligação Muda Maranhão (PCdoB/PPS/PSB) | Coligação Muda Maranhão (PCdoB/PPS/PSB) | Coligação Muda Maranhão (PCdoB/PPS/PSB) | Coligação Muda Maranhão (PCdoB/PPS/PSB) |
| Cargo                                   | Partido                                 | Número                                  | Nome                                    | Votos                                   | Porcentagem                             |
| --------------------------------------- | --------------------------------------- | --------------------------------------- | --------------------------------------- | --------------------------------------- | --------------------------------------- |
| Governador                              | PCdoB                                   | 65                                      | Flávio Dino                             | 859.402                                 | 29,49%                                  |
| Vice-Governador                         | PPS                                     | -                                       | Miosótis Gomes                          | -                                       | -                                       |
| Senador                                 | PSB                                     | 400                                     | Zé Reinaldo                             | 727.602                                 | 13,99%                                  |
| Primeiro suplente                       | PPS                                     | -                                       | Sérgio Matos                            | -                                       | -                                       |
| Segunda suplente                        | PSB                                     | -                                       | Socorro Nascimento                      | -                                       | -                                       |
| Senador                                 | PCdoB                                   | 651                                     | Prof. Adonilson                         | 0                                       | 0,00%                                   |
| Primeiro suplente                       | PCdoB                                   | -                                       | Félix Resplandes                        | -                                       | -                                       |
| Segundo suplente                        | PCdoB                                   | -                                       | Jorge Antônio                           | -                                       | -                                       |

| Coligação O Povo é Maior (PDT/PSDB/PTC) | Coligação O Povo é Maior (PDT/PSDB/PTC) | Coligação O Povo é Maior (PDT/PSDB/PTC) | Coligação O Povo é Maior (PDT/PSDB/PTC) | Coligação O Povo é Maior (PDT/PSDB/PTC) | Coligação O Povo é Maior (PDT/PSDB/PTC) |
| Cargo                                   | Partido                                 | Número                                  | Nome                                    | Votos                                   | Porcentagem                             |
| --------------------------------------- | --------------------------------------- | --------------------------------------- | --------------------------------------- | --------------------------------------- | --------------------------------------- |
| Governador                              | PDT                                     | 12                                      | Jackson Lago                            | 569.412                                 | 19,54%                                  |
| Vice-Governador                         | PSDB                                    | -                                       | Luís Carlos Porto                       | -                                       | -                                       |
| Senador                                 | PSDB                                    | 455                                     | Vidigal                                 | 502.600                                 | 9,67%                                   |
| Primeiro suplente                       | PDT                                     | -                                       | Léo Costa                               | -                                       | -                                       |
| Segundo suplente                        | PSDB                                    | -                                       | Lula Almeida                            | -                                       | -                                       |
| Senador                                 | PSDB                                    | 456                                     | Roberto Rocha                           | 642.853                                 | 12,36%                                  |
| Primeiro suplente                       | PSDB                                    | -                                       | Pedro Maranhão                          | -                                       | -                                       |
| Segundo suplente                        | PSDB                                    | -                                       | José Joaquim                            | -                                       | -                                       |

| Chapa do PCB      | Chapa do PCB | Chapa do PCB | Chapa do PCB      | Chapa do PCB | Chapa do PCB |
| Cargo             | Partido      | Número       | Nome              | Votos        | Porcentagem  |
| ----------------- | ------------ | ------------ | ----------------- | ------------ | ------------ |
| Governador        | PCB          | 21           | Josivaldo Corrêa  | 2.518        | 0,09%        |
| Vice-Governadora  | PCB          | -            | Joselita Damacena | -            | -            |
| Senador           | PCB          | 212          | Charles Vieira    | 18.654       | 0,36%        |
| Primeira suplente | PCB          | -            | Aneri Tavares     | -            | -            |
| Segundo suplente  | PCB          | -            | Antonio Moreira   | -            | -            |

| Chapa do PSTU     | Chapa do PSTU | Chapa do PSTU | Chapa do PSTU      | Chapa do PSTU | Chapa do PSTU |
| Cargo             | Partido       | Número        | Nome               | Votos         | Porcentagem   |
| ----------------- | ------------- | ------------- | ------------------ | ------------- | ------------- |
| Governador        | PSTU          | 16            | Marcos Silva       | 14.685        | 0,5%          |
| Vice-Governador   | PSTU          | -             | Hertz Dias         | -             | -             |
| Senadora          | PSTU          | 161           | Claudicea Durans   | 21.944        | 0,42%         |
| Primeira suplente | PSTU          | -             | Janilde Sousa      | -             | -             |
| Segundo suplente  | PSTU          | -             | Valdelino Ferreira | -             | -             |
| Senador           | PSTU          | 163           | Noleto             | 17.818        | 0,34%         |
| Primeira suplente | PSTU          | -             | Maria do Carmo     | -             | -             |
| Segunda suplente  | PSTU          | -             | Maria Sales        | -             | -             |

| Coligação O Maranhão Não Pode Parar (PMDB/PT/DEM/PRB/PP/PV/PTB/PR/PSL/PTN/PSC/PRTB/PMN/PRP/PTdoB/PHS) | Coligação O Maranhão Não Pode Parar (PMDB/PT/DEM/PRB/PP/PV/PTB/PR/PSL/PTN/PSC/PRTB/PMN/PRP/PTdoB/PHS) | Coligação O Maranhão Não Pode Parar (PMDB/PT/DEM/PRB/PP/PV/PTB/PR/PSL/PTN/PSC/PRTB/PMN/PRP/PTdoB/PHS) | Coligação O Maranhão Não Pode Parar (PMDB/PT/DEM/PRB/PP/PV/PTB/PR/PSL/PTN/PSC/PRTB/PMN/PRP/PTdoB/PHS) | Coligação O Maranhão Não Pode Parar (PMDB/PT/DEM/PRB/PP/PV/PTB/PR/PSL/PTN/PSC/PRTB/PMN/PRP/PTdoB/PHS) | Coligação O Maranhão Não Pode Parar (PMDB/PT/DEM/PRB/PP/PV/PTB/PR/PSL/PTN/PSC/PRTB/PMN/PRP/PTdoB/PHS) |
| Cargo                                                                                                 | Partido                                                                                               | Número                                                                                                | Nome                                                                                                  | Votos                                                                                                 | Porcentagem                                                                                           |
| --- | --- | --- | --- | --- | --- |
| Governadora                                                                                           | PMDB                                                                                                  | 15 | Roseana Sarney                                                                                        | 1.459.792                                                                                             | 50,08%                                                                                                |
| Vice-Governador                                                                                       | PT | - | Washington Luiz de Oliveira                                                                           | - | - |
| Senador                                                                                               | PMDB                                                                                                  | 151                                                                                                   | Edison Lobão                                                                                          | 1.702.085                                                                                             | 32,74%                                                                                                |
| Primeiro suplente                                                                                     | PMDB                                                                                                  | - | Lobão Filho                                                                                           | - | - |
| Segundo suplente                                                                                      | PMDB                                                                                                  | - | Pastor Bel                                                                                            | - | - |
| Senador                                                                                               | PMDB                                                                                                  | 152                                                                                                   | João Alberto                                                                                          | 1.546.298                                                                                             | 29,74%                                                                                                |
| Primeiro suplente                                                                                     | DEM                                                                                                   | - | Clóvis Fecury                                                                                         | - | - |
| Segunda suplente                                                                                      | DEM                                                                                                   | - | Mauro Fecury                                                                                          | - | - |

| Chapa do PSOL     | Chapa do PSOL | Chapa do PSOL | Chapa do PSOL      | Chapa do PSOL | Chapa do PSOL |
| Cargo             | Partido       | Número        | Nome               | Votos         | Porcentagem   |
| ----------------- | ------------- | ------------- | ------------------ | ------------- | ------------- |
| Governador        | PSOL          | 50            | Saulo Arcangeli    | 8.898         | 0,31%         |
| Vice-Governador   | PSOL          | -             | Cleumir Leal       | -             | -             |
| Senador           | PSOL          | 500           | Paulo Rios         | 19.495        | 0,37%         |
| Primeiro suplente | PSOL          | -             | Sartunino Moreira  | -             | -             |
| Segundo suplente  | PSOL          | -             | Emanuel Chaves     | -             | -             |
| Senador           | PSOL          | 501           | Professora Socorro | 0             | 0,00%         |
| Primeiro suplente | PSOL          | -             | Regivlado Marques  | -             | -             |
| Segunda suplente  | PSOL          | -             | Ida Machado        | -             | -             |

## Pesquisas de opinião
Apesar de matéria no jornal O Estado de S. Paulo em 29 de agosto de 2010 ter caracterizado Dino e Lago como sendo "rivais sem dinheiro nem ânimo", o candidato conseguiu aumentar em quase 50% sua intenção de voto num período de três semanas, de acordo com as sondagens do IBOPE no estado. Tendo elevado suas intenções de voto de 13% para 21%, ele aparece agora empatado com Lago em segundo lugar. Roseana caiu um ponto, de 47% para 46%, e Lago caiu quatro, de 25% para 21%. Marcos Silva, do PSTU permaneceu com 1%, enquanto os outros candidatos não pontuaram. Jackson contestou o resultado da pesquisa, apontando que o instituto de pesquisa estaria favorecendo Roseana Sarney.
| Data                      | Instituto  | Candidato             | Candidato          | Candidato           | Candidato              | Candidato              | Candidato           |
| Data                      | Instituto  | Roseana Sarney (PMDB) | Jackson Lago (PDT) | Flávio Dino (PCdoB) | Saulo Arcangeli (PSOL) | Josivaldo Correa (PCB) | Marcos Silva (PSTU) |
| ------------------------- | ---------- | --------------------- | ------------------ | ------------------- | ---------------------- | ---------------------- | ------------------- |
| 10 de Outubro de 2009     | Datafolha  | 42%                   | 25%                | 10%                 | 0%                     | 0%                     | 0%                  |
| 12-16 de dezembro de 2009 | CNT Sensus | 49,8%                 | 24,6%              | 10,1%               | 0%                     | 0%                     | 0%                  |
| 12 de fevereiro de 2010   | Escutec    | 59%                   | 21%                | 20%                 | 0%                     | 0%                     | 0%                  |
| 15 de março de 2010       | Ibope      | 52%                   | 23%                | 25%                 | 0%                     | 0%                     | 0%                  |
| 23 de abril de 2010       | Methodus   | 50%                   | 27%                | 23%                 | 0%                     | 0%                     | 0%                  |
| 30 de maio de 2010        | Datafolha  | 46%                   | 26%                | 28%                 | 0%                     | 0%                     | 0%                  |
| 25 de junho de 2010       | Datafolha  | 48%                   | 29%                | 23%                 | 0%                     | 0%                     | 0%                  |
| 19-22 de julho de 2010    | Escutec    | 50,4%                 | 25,8%              | 16,8%               | 0,4%                   | 0,4%                   | 0,2%                |
| 26-28 de julho de 2010    | Datafolha  | 48,46%                | 22,85%             | 17,08%              | 0,23%                  | 1,23%                  | 0,31%               |
| 11-13 de agosto de 2010   | Escutec    | 49,6%                 | 23,7%              | 18,2%               | 0,5%                   | 0,4%                   | 0,2%                |
| 24-26 de agosto de 2010   | Ibope      | 47%                   | 25%                | 13%                 | 0%                     | 0%                     | 0%                  |
| 1-3 de setembro de 2010   | Escutec    | 48,7%                 | 25,7%              | 15,7%               | 1%                     | 0%                     | 0%                  |
| 18-21 de setembro de 2010 | Escutec    | 47,4%                 | 24,2%              | 20,9%               | 0,3%                   | 0,2%                   | 1%                  |
| 23-26 de setembro de 2010 | Constat    | 39%                   | 20%                | 25%                 | 0%                     | 0%                     | 1%                  |
| 27-29 de setembro de 2010 | Ibope      | 47%                   | 18%                | 23%                 | 1%                     | 0%                     | 1%                  |

## Deputados federais eleitos

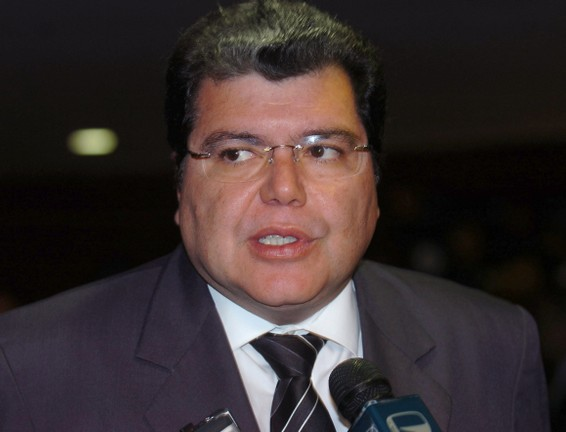
Sarney Filho
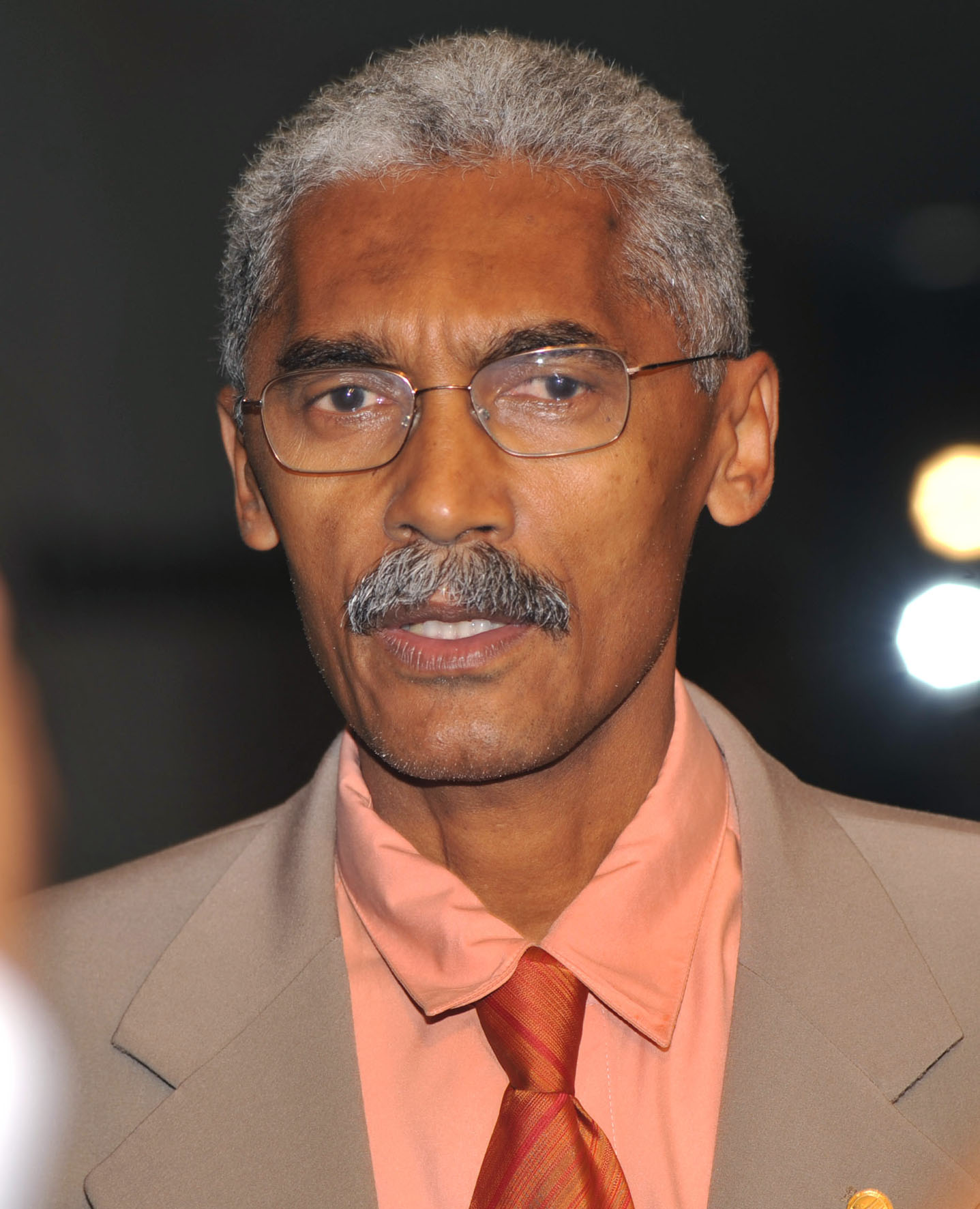
Domingos Dutra
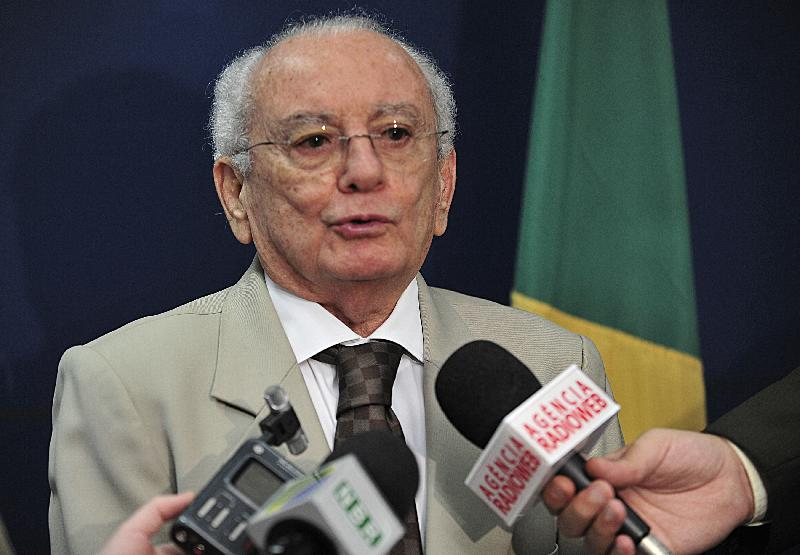
Pedro Novais

| Candidato (a)                 | Nº   | Coligação                      | Votos   | %    |
| ----------------------------- | ---- | ------------------------------ | ------- | ---- |
| Gastão Vieira (PMDB)          | 1555 | O Maranhão Não Pode Parar (F1) | 134.665 | 4,42 |
| Sarney Filho (PV)             | 4321 | O Maranhão Não Pode Parar (F1) | 134.313 | 4,41 |
| Cléber Verde (PRB)            | 1010 | O Maranhão Não Pode Parar (F1) | 126.896 | 4,17 |
| Luciano Moreira (PMDB)        | 1510 | O Maranhão Não Pode Parar (F1) | 125.915 | 4,14 |
| Pedro Fernandes (PTB)         | 1414 | O Maranhão Não Pode Parar (F1) | 113.503 | 3,73 |
| Waldir Maranhão (PP)          | 1113 | O Maranhão Não Pode Parar (F1) | 106.646 | 3,50 |
| Edivaldo Holanda Júnior (PTC) | 3636 | O Povo é Maior                 | 104.015 | 3,42 |
| Nice Lobão (DEM)              | 2510 | O Maranhão Não Pode Parar (F1) | 95.129  | 3,13 |
| Alberto Filho (PMDB)          | 1522 | O Maranhão Não Pode Parar (F1) | 89.704  | 2,95 |
| Pedro Novais (PMDB)           | 1516 | O Maranhão Não Pode Parar (F1) | 89.658  | 2,95 |
| Sétimo Waquim (PMDB)          | 1577 | O Maranhão Não Pode Parar (F1) | 86.399  | 2,84 |
| Domingos Dutra (PT)           | 1313 | O Maranhão Não Pode Parar (F1) | 81.101  | 2,66 |
| Pinto Itamaraty (PSDB)        | 4500 | O Povo é Maior                 | 80.259  | 2,64 |
| Carlos Brandão (PSDB)         | 4555 | O Povo é Maior                 | 77.733  | 2,55 |
| Zé Vieira (PR)                | 2222 | O Maranhão Não Pode Parar (F1) | 76.629  | 2,52 |
| Ribamar Alves (PSB)           | 4030 | Muda Maranhão                  | 62.631  | 2,06 |
| Hélio Santos (PSDB)           | 4545 | O Povo é Maior                 | 58.413  | 1,92 |
| Lourival Mendes (PTdoB)       | 7070 | O Maranhão Não Pode Parar (F2) | 30.036  | 0,99 |

| Deputados federais: Coligações eleitas | Deputados federais: Coligações eleitas           | Deputados federais: Coligações eleitas | Deputados federais: Coligações eleitas | Deputados federais: Coligações eleitas |
| -------------------------------------- | ------------------------------------------------ | -------------------------------------- | -------------------------------------- | -------------------------------------- |
| Coligação                              | Composição                                       | Candidatos eleitos                     | Votos válidos (incluindo não-eleitos)  | %                                      |
| O Maranhão Não Pode Parar (F1)         | PRB / PP / PT / PTB / PMDB / PSC / PR / DEM / PV | 12                                     | 1.930.720                              | 63,44%                                 |
| O Povo é Maior                         | PDT / PTC / PSDB                                 | 4                                      | 609.020                                | 20,01%                                 |
| Muda Maranhão                          | PPS / PSB / PCdoB                                | 1                                      | 291.693                                | 9,58%                                  |
| O Maranhão Não Pode Parar (F2)         | PSL / PRTB / PHS / PMN / PRP / PTdoB             | 1                                      | 193.158                                | 6,35%                                  |

## Deputados estaduais eleitos
No Maranhão foram eleitos quarenta e dois (42) deputados estaduais.
| Número | Deputados estaduais eleitos | Partido | Votação | Percentual | Cidade onde nasceu       | Unidade federativa |
| 15333  | Ricardo Murad               | PMDB    | 76.265  | 2,51%      | São Luís                 | Maranhão           |
| 25678  | Raimundo Cutrim             | DEM     | 73.186  | 2,40%      | São João Batista         | Maranhão           |
| 25800  | Max Barros                  | DEM     | 64.969  | 2,13%      | São Luís                 | Maranhão           |
| 15015  | Vianey Bringel              | PMDB    | 61.769  | 2,03%      | Uruburetama              | Ceará              |
| 45555  | Gardênia Castelo            | PSDB    | 60.851  | 2,00%      | São Luís                 | Maranhão           |
| 43333  | Edilázio Júnior             | PV      | 58.191  | 1,91%      | São Luís                 | Maranhão           |
| 43456  | Victor Mendes               | PV      | 52.842  | 1,74%      | Pinheiro                 | Maranhão           |
| 25802  | César Pires                 | DEM     | 52.450  | 1,72%      | Codó                     | Maranhão           |
| 40888  | Cleide Coutinho             | PSB     | 49.159  | 1,61%      | Maruim                   | Sergipe            |
| 17888  | Edson Araújo                | PSL     | 47.914  | 1,57%      | Recife                   | Pernambuco         |
| 43200  | Rigo Teles                  | PV      | 46.598  | 1,53%      | São Domingos do Maranhão | Maranhão           |
| 45678  | Neto Evangelista            | PSDB    | 46.269  | 1,52%      | São Luís                 | Maranhão           |
| 15789  | Roberto Costa               | PMDB    | 45.257  | 1,49%      | Recife                   | Pernambuco         |
| 15215  | Stênio Rezende              | PMDB    | 43.964  | 1,44%      | Vitorino Freire          | Maranhão           |
| 15369  | Afonso Manoel               | PMDB    | 43.316  | 1,42%      | São Luís                 | Maranhão           |
| 11111  | Hélio Soares                | PP      | 41.673  | 1,37%      | Turiaçu                  | Maranhão           |
| 40212  | Luciano Leitoa              | PSB     | 40.739  | 1,34%      | Parnaíba                 | Piauí              |
| 40123  | Marcelo Tavares             | PSB     | 40.439  | 1,33%      | São Luís                 | Maranhão           |
| 15222  | Arnaldo Melo                | PMDB    | 39.624  | 1,30%      | Codó                     | Maranhão           |
| 14266  | Manoel Ribeiro              | PTB     | 38.946  | 1,28%      | São Luís                 | Maranhão           |
| 43000  | Hemetério Weba              | PV      | 38.375  | 1,26%      | Santa Helena             | Maranhão           |
| 23000  | Eliziane Gama               | PPS     | 37.067  | 1,22%      | Monção                   | Maranhão           |
| 43123  | Carlos Filho                | PV      | 36.857  | 1,21%      | Brejo                    | Maranhão           |
| 25333  | Antônio Pereira             | DEM     | 36.303  | 1,19%      | Teixeira                 | Paraíba            |
| 25113  | Tatá Milhomem               | DEM     | 35.741  | 1,17%      | Presidente Dutra         | Maranhão           |
| 31111  | Carlinhos Florêncio         | PHS     | 33.493  | 1,10%      | Bacabal                  | Maranhão           |
| 12222  | Valéria Macedo              | PDT     | 33.362  | 1,10%      | Goiânia                  | Goiás              |
| 45000  | André Fufuca                | PSDB    | 32.628  | 1,07%      | Santa Inês               | Maranhão           |
| 65065  | Rubens Pereira Júnior       | PCdoB   | 30.301  | 1,00%      | São Luís                 | Maranhão           |
| 13888  | Francisca Primo             | PT      | 30.192  | 0,99%      | Presidente Dutra         | Maranhão           |
| 12580  | Camilo Figueiredo           | PDT     | 30.073  | 0,99%      | Codó                     | Maranhão           |
| 12121  | Graça Paz                   | PDT     | 29.380  | 0,97%      | Guimarães                | Maranhão           |
| 33789  | Rogério Cafeteira           | PMN     | 29.244  | 0,96%      | São Luís                 | Maranhão           |
| 10000  | Marcos Caldas               | PRB     | 27.508  | 0,90%      | Brejo                    | Maranhão           |
| 12123  | Carlinhos Amorim            | PDT     | 27.458  | 0,90%      | Imperatriz               | Maranhão           |
| 13222  | Zé Carlos                   | PT      | 27.232  | 0,89%      | São Luís                 | Maranhão           |
| 33123  | Eduardo Braide              | PMN     | 26.792  | 0,88%      | São Luís                 | Maranhão           |
| 13100  | Bira                        | PT      | 23.054  | 0,76%      | Pindaré-Mirim            | Maranhão           |
| 22123  | Jota Pinto                  | PR      | 22.548  | 0,74%      | São João Batista         | Maranhão           |
| 20020  | Léo Cunha                   | PSC     | 21.956  | 0,72%      | Imperatriz               | Maranhão           |
| 11110  | Dr. Pádua                   | PP      | 19.809  | 0,65%      | Nova Xavantina           | Mato Grosso        |
| 70212  | Alexandre Almeida           | PTdoB   | 18.344  | 0,60%      | Brasília                 | Distrito Federal   |